# Ingrid Barabass
Ingrid Barabass, née en 1949, est une terroriste allemande membre de la deuxième génération de la Fraction armée rouge.

## Biographie
En juillet, 1977, elle est suspectée d'avoir participé au kidnapping de Walter Palmers à Vienne en novembre 1977.
Ingrid Barabass est arrêtée une première fois aux côtés de Sieglinde Hofmann à Paris en 1980 à la suite d'un raid. Elle est à nouveau arrêtée à Francfort le 4 juillet 1985. Elle est repérée à Paris peu avant l'assassinat de René Audran par Action directe, un allié français de la RAF.